# Курсел Епел
Курсел Епел (фр. Courcelles-Epayelles) насеље је и општина у североисточној Француској у региону Пикардија, у департману Оаза која припада префектури Клермон.
По подацима из 2011. године у општини је живело 195 становника, а густина насељености је износила 30,56 становника/km². Општина се простире на површини од 6,38 km². Налази се на средњој надморској висини од 90 метара (максималној 109 m, а минималној 84 m).

## Демографија
| 1962. | 1968. | 1975. | 1982. | 1990. | 1999. | 2011. |
| ----- | ----- | ----- | ----- | ----- | ----- | ----- |
| 140   | 153   | 138   | 130   | 151   | 141   | 195   |

График промене броја становника у току последњих година